# Port lotniczy Bagdad

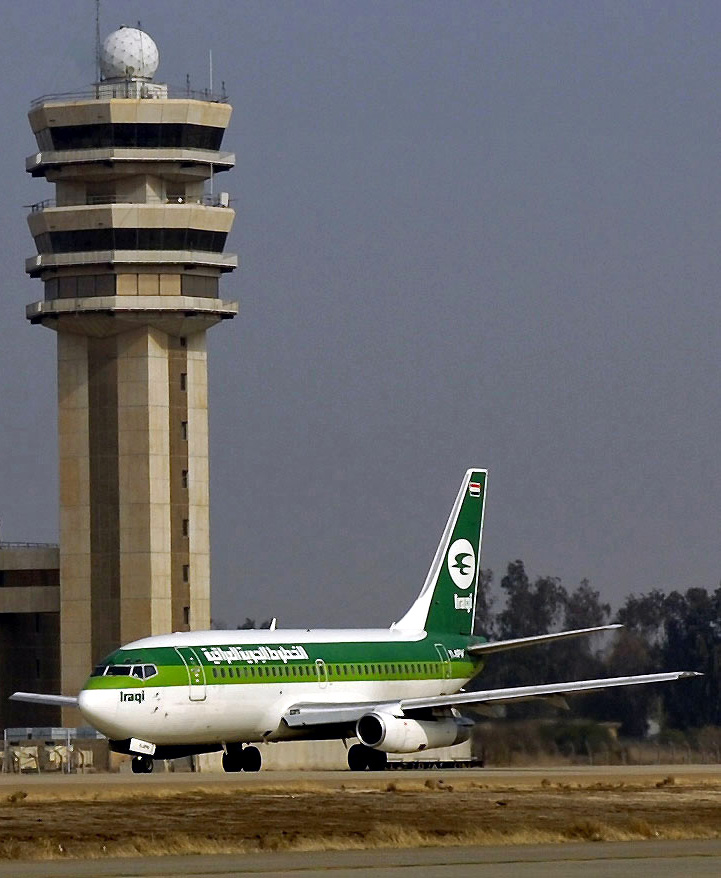
Boeing 737-200 Iraqi Airways na lotnisku w Bagdadzie

Port lotniczy Bagdad (IATA: BGW, ICAO: ORBI) – międzynarodowy port lotniczy położony 16 km na zachód od centrum Bagdadu. Jest największym portem lotniczym w Iraku.

## Historia
Budowa portu lotniczego rozpoczęła się w 1979, został otwarty pod nazwą Port lotniczy Saddam, na cześć ówczesnego prezydenta Saddama Husajna w 1982. Większość ruchu cywilnego została wstrzymana w 1991 po nałożeniu na Irak sankcji przez ONZ.

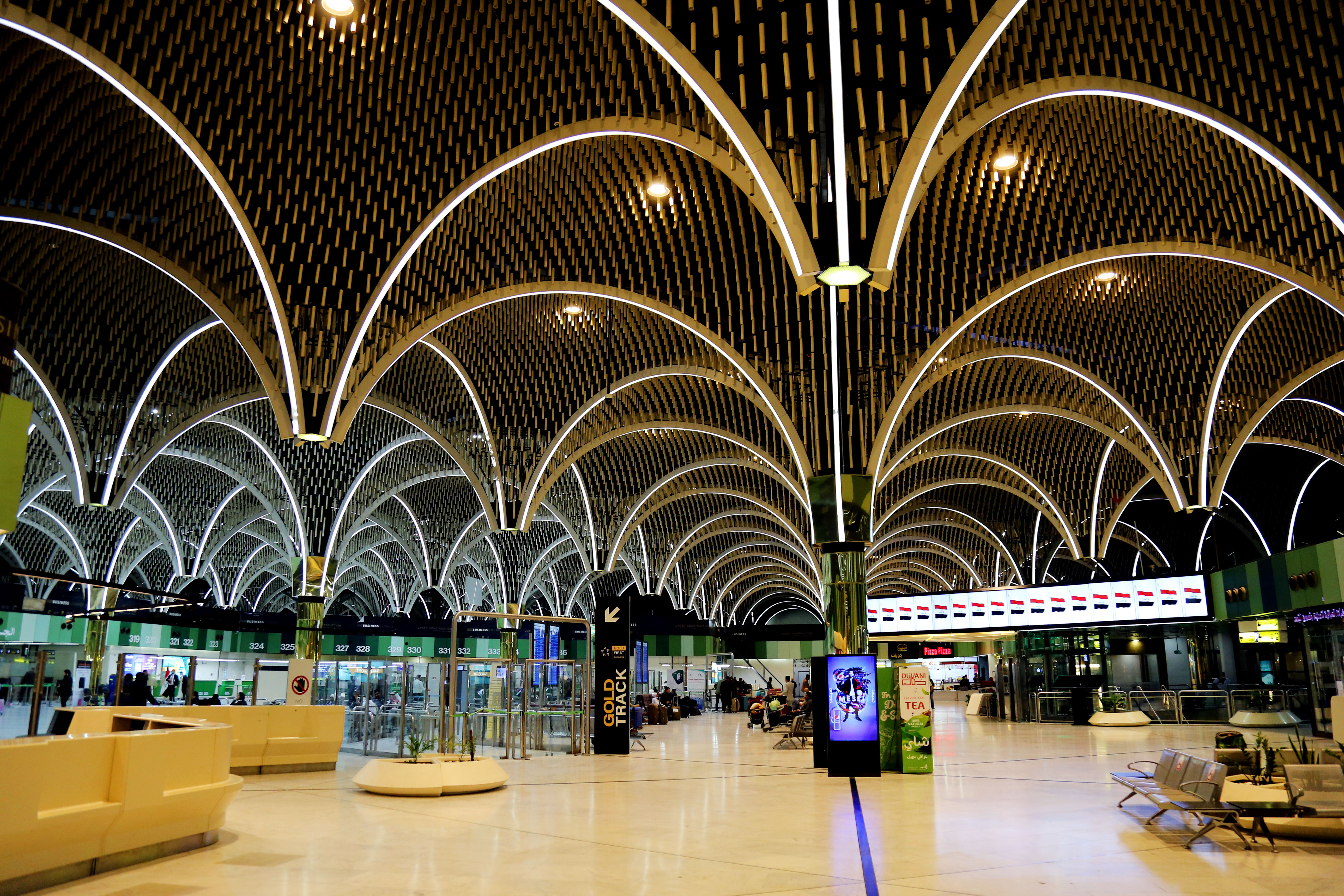
Wnętrze lotniska w 2022

W trakcie II wojny w Zatoce Perskiej, w marcu 2003 Bagdad wraz z lotniskiem został zajęty przez wojska amerykańskie i w lipcu tego samego roku wznowił działalność dla lotów wojskowych pod obecną nazwą. Po przeprowadzeniu trwających 21 miesięcy prac renowacyjnych, sfinansowanych przez Stany Zjednoczone, loty cywilne zostały wznowione w sierpniu 2004.

## Linie lotnicze i połączenia
Według stanu na styczeń 2025 lotnisko obsługiwane było przez 23 linie lotnicze, które oferowały bezpośrednie połączenia do 28 portów lotniczych w 17 krajach regionu Bliskiego Wschodu i Azji.
| Linia lotnicza       | Kierunek |
| -------------------- | --- |
| Air Arabia           | 1. Abu Zabi 2. Szardża |
| AJet                 | 1. Stambuł-Sabiha Gökçen |
| Azerbaijan Airlines  | 1. Baku |
| Caspian Airlines     | 1. Meszhed 2. Teheran-Imam Khomeini |
| Egyptair             | 1. Kair |
| Emirates             | 1. Dubaj |
| Fly Baghdad          | 1. Stambuł |
| flydubai             | 1. Dubaj |
| Flynas               | 1. Dżudda |
| Gulf Air             | 1. Bahrajn |
| Iraqi Airways        | 1. Amman 2. Ankara 3. Antalya 4. Baku 5. Basra 6. Bejrut 7. Kair 8. Dubaj 9. Irbil 10. Stambuł 11. Stambuł-Sabiha Gökçen 12. Meszhed 13. Nadżaf 14. Szardża 15. Sulajmanijja 16. Teheran-Imam Khomeini Sezonowo: 1. Delhi 2. Guangzhou 3. Karaczi 4. Kuala Lumpur 5. Moskwa-Wnukowo 6. Samsun |
| Jazeera Airways      | Sezonowo: 1. Kuwejt |
| Jordan Aviation      | 1. Amman |
| Mahan Air            | 1. Meszhed |
| Middle East Airlines | 1. Bejrut |
| Nile Air             | 1. Kair |
| Pegasus Airlines     | 1. Stambuł-Sabiha Gökçen |
| Qatar Airways        | 1. Doha |
| Royal Jordanian      | 1. Amman |
| SalamAir             | 1. Maskat |
| Sepehran Airlines    | 1. Meszhed 2. Teheran-Imam Khomeini |
| Turkish Airlines     | 1. Stambuł |
| UR Airlines          | 1. Damaszek 2. Stambuł-Sabiha Gökçen |